# はむはむソフト
はむはむソフトは、日本のアダルトゲームブランド。イープロダクト株式会社のパートナーブランド。ブランドロゴの表記では、ブランド名が「ハムハムソフト」となっているが、「はむはむソフト」が正式なブランド名である。

## 概要
はむはむソフトは、外注音屋の下地和彦が、特定の会社に所属していなかった原画家の池田淳とCGのテラカッパ、営業・広報のみらくる☆みきぽんに設立を呼びかけて設立されたブランドである。
2007年に処女作『妹に!スク水着せたら脱がさないっ!』発売。
2022年5月にビジュアルアーツの成人向けゲーム事業がイープロダクトに承継されたのに伴い、パートナーブランド契約も同社へ移管されている。

## ハム通
ハム通は、公式サイト内での代表的なコンテンツである。内容は主要スタッフである、下地・池田・テラカッパ・みきぽんが、体を張って笑いを取るコンテンツである。公式サイト内のハム通だけではなく、コミケ等で頒布される冊子版のエマージェンシーハム通、公式サイトにてゲームソフトの体験版とセットで無料配信されるダウンロードハム通がある。

## 作品一覧
いずれもWindowsPC 18禁DVD版ゲーム。
- 妹に!スク水着せたら脱がさないっ!（2007年12月21日発売）
- ないしょ思春期 〜ヒミツに恋する妹たち〜（2008年11月28日発売）
- ド田舎ちゃんねる5 〜こちら鈴音学園放送部〜（2010年1月29日発売）
- フラグへし折り男（2011年2月25日発売）
- LOあんぐる!!（2013年5月24日発売）
- ろーらいず!!!（2015年3月27日発売）
- Lowすぺっく!?(2016年11月25日発売)
- 妹を汚した記憶（2018年2月23日発売）[5]
- 雪の夜、俺は妹を裸にする。（2019年7月26日発売）[6]
- 妹サポ！～ゲンキンでLowな巨乳妹に、おっぱい揉ませてもらいました～（2020年8月28日発売）[7][8]
- Lowな妹にサキュバスが取り憑いたので種付け余裕でした。（2021年7月30日発売）[9][10]
- 妹に!スク水着せたら脱がさないっ! HD Remaster（2021年11月12日発売）
- 妹バブ! ～Lowな妹の癒やしおっぱいがスゴいので、僕の人生捧げます～（2022年6月24日発売）
- みことのり! ～妹巫女と中出し除霊～（2023年7月28日発売）[11]
- 妹はナマイキ褐色メイドさん。 ～わからせセックス～（2022年6月24日発売）[12]
- 妹サポ!Full-HD ～ゲンキンでLowな巨乳妹に、おっぱい揉ませてもらいました～（2024年9月20日発売。ダウンロード専売）[13]
- いもうと美姫ちゃんの生配信ちゃんねる!（2025年4月25日発売）[14]

## 主要スタッフ
音楽
- 下地和彦 - 代表

グラフィック
- みらくる☆みきぽん

### 退社
- テラカッパ ※2008年3月に自己都合退職。
- 池田淳　※2010年1月に体調不良による静養のため退職。
- 札マンボウ ※2011年3月に自己都合退職。

### 外注
- 新井健史 - 提供楽曲多数